# Melissa Pasquali
Melissa Pasquali (Italia, 7 de septiembre de 1972) es una nadadora italiana retirada especializada en pruebas de larga distancia en aguas abiertas, donde consiguió ser subcampeona mundial en 2000 en los 10 km en aguas abiertas.

## Carrera deportiva
En el Campeonato Mundial de Natación en Aguas Abiertas de 2000 celebrado en Honolulú (Estados Unidos), ganó la medalla de plata en los 10 km en aguas abiertas, con un tiempo de 2:07:38 segundos, tras la neerlandesa Edith van Dijk (oro con 2:06:44 segundos) y por delante de la alemana Peggy Büchse (bronce con 2:08:00 segundos).